# Asami Chiba
Asami Chiba (千葉麻美, Chiba Asami), née Tanno le 25 septembre 1985 à Yabuki, est une athlète japonaise spécialiste du 400 mètres.

## Biographie
Asami Chiba remporte la médaille d'or aux championnats d'Asie en 2009. Elle détient le record du Japon de la spécialité ainsi que celui du relais 4 × 400 m.

## Carrière

### Palmarès
| Date | Compétition         | Lieu    | Résultat | Épreuve   |
| ---- | ------------------- | ------- | -------- | --------- |
| 2005 | Championnats d'Asie | Incheon | 3e       | 400 m     |
| 2005 | Championnats d'Asie | Incheon | 2e       | 4 × 400 m |
| 2006 | Jeux asiatiques     | Doha    | 3e       | 400 m     |
| 2007 | Championnats d'Asie | Amman   | 2e       | 400 m     |
| 2007 | Championnats d'Asie | Amman   | 2e       | 4 × 400 m |
| 2009 | Championnats d'Asie | Canton  | 1re      | 400 m     |
| 2009 | Championnats d'Asie | Canton  | 3e       | 4 × 400 m |
| 2010 | Jeux asiatiques     | Canton  | 2e       | 400 m     |
| 2013 | Championnats d'Asie | Pune    | 3e       | 4 × 400 m |
| 2014 | Jeux asiatiques     | Incheon | 2e       | 4 × 400 m |